# Bret Bonanni
Bret Bonanni (Newport Beach, 20 de janeiro de 1994) é um jogador de polo aquático estadunidense.

## Carreira
Bonanni integrou a Seleção Estadunidense de Polo Aquático que ficou em décimo lugar nos Jogos Olímpicos de 2016.